# Korzeń brzuszny
Korzeń brzuszny nerwu rdzeniowego (radix ventralis nervi spinalis) – korzeń przedni nerwu rdzeniowego, zawiera od 5 do 10 pęczków włókien nerwowych (nici korzeniowych) wychodzących z pola korzeniowego przedniego (bruzdy bocznej przedniej) rdzenia kręgowego, które biegną w stronę boczną. W otworze międzykręgowym łączą się z korzeniem tylnym (grzbietowym) w pień nerwu rdzeniowego. Zawiera włókna odśrodkowe (ruchowe i autonomiczne).